# Ahmad Adel
Ne doit pas être confondu avec Ahmed Adel.
Ahmad Adel (en arabe : أحمدعادل) (né le 7 janvier 1984) est un footballeur égyptien. Il joue en position d'arrière droit. Il est connu pour sa rapidité. 
Il a été finaliste de la Ligue des champions de la CAF en 2007.

## Palmarès
- Finaliste de la Ligue des champions de la CAF en 2007 avec Al Ahly
- Vainqueur de la Supercoupe de la CAF en 2007 avec Al Ahly
- Champion d'Égypte en 2007 et 2008 avec Al Ahly
- Vainqueur de la Coupe d'Égypte en 2007 avec Al Ahly

## Source
- (en) Cet article est partiellement ou en totalité issu de l’article de Wikipédia en anglais intitulé « Ahmad Adel » (voir la liste des auteurs).